# Leszek Cieślik
Leszek Stanisław Cieślik (ur. 18 listopada 1955 w Sandomierzu) – polski polityk i działacz samorządowy, poseł na Sejm VI kadencji.

## Życiorys
Ukończył studia na Wydziale Prawa i Administracji Uniwersytetu Gdańskiego (magister prawa). Odbył studia podyplomowe w Szkole Głównej Handlowej w Warszawie (zarządzanie jednostkami samorządowymi z uwzględnieniem doświadczeń krajów UE). W latach 1987–1990 odbył aplikację radcowską. Następnie od 1990 do 1994 pracował w oddziale ZUS w Augustowie. W latach 1994–2007 był burmistrzem Augustowa.
W latach 1994–1997 zasiadał w radzie politycznej Stronnictwa Ludowo-Chrześcijańskiego, a następnie do 2000 w radzie politycznej i zarządzie wojewódzkim Stronnictwa Konserwatywno-Ludowego. W 2001 wstąpił do Platformy Obywatelskiej. Zasiadł w radzie politycznej, komisji rewizyjnej, a także władzach regionalnych tego ugrupowania.
W wyborach parlamentarnych w 2007 startował z 2. pozycji listy Platformy Obywatelskiej w okręgu nr 24 (Białystok). Uzyskał mandat poselski, otrzymując głosy 9564 wyborców. Został członkiem prezydium Klubu Parlamentarnego PO, zasiadł w Komisji Finansów Publicznych i Komisji Infrastruktury. W wyborach w 2011, zdobywając 5378 głosów, nie uzyskał reelekcji na kolejną kadencję.
1 grudnia 2011 został powołany na funkcję prezesa PKS Suwałki, którą sprawował do czasu przejęcia PKS Suwałki przez Podlaską Komunikację Samochodową Nova. Po reorganizacji spółek autobusowych w województwie został dyrektorem PKS Nova w Suwałkach, z tego stanowiska został odwołany w kwietniu 2017.
W 2014 bez powodzenia kandydował do sejmiku podlaskiego. W 2015 i 2019 ponownie bezskutecznie ubiegał się o mandat poselski z rekomendacji PO do Sejmu. W 2018 i 2024 był natomiast wybierany na radnego Augustowa.

## Odznaczenia
W 2002, za zasługi dla rozwoju sportów motorowodnych, otrzymał Złoty Krzyż Zasługi. W 2009 został odznaczony Odznaką „Zasłużony dla Służby Celnej”.